# Saint-Jacques-d'Aliermont
Saint-Jacques-d'Aliermont är en kommun i departementet Seine-Maritime i regionen Normandie i norra Frankrike. Kommunen ligger i kantonen Envermeu som tillhör arrondissementet Dieppe. År 2022 hade Saint-Jacques-d'Aliermont 362 invånare.

## Befolkningsutveckling
Antalet invånare i kommunen Saint-Jacques-d'Aliermont
| Referens: INSEE |